# Bruno Martins Indi
Rolando Maximiliano Martins Indi (Barreiro, 1992. február 8. –) portugál származású holland válogatott labdarúgó, aki jelenleg belső védőt játszik az AZ Alkmaarban.

## Statisztika
| Teljesítmény klubjában | Teljesítmény klubjában | Teljesítmény klubjában | Bajnokság | Bajnokság | Kupa     | Kupa     | Nemzetközi | Nemzetközi | Összesen | Összesen |
| Szezon                 | Klub                   | Bajnokság              | Mérk.     | Gól       | Mérk.    | Gól      | Mérk.      | Gól        | Mérk.    | Gól      |
| Hollandia              | Hollandia              | Hollandia              | Bajnokság | Bajnokság | KNVB Cup | KNVB Cup | Európa     | Európa     | Összesen | Összesen |
| ---------------------- | ---------------------- | ---------------------- | --------- | --------- | -------- | -------- | ---------- | ---------- | -------- | -------- |
| 2010–11                | Feyenoord              | Eredivisie             | 15        | 1         | 0        | 0        | 0          | 0          | 15       | 1        |
| 2011–12                | Feyenoord              | Eredivisie             | 29        | 1         | 0        | 0        | 0          | 0          | 29       | 1        |
| 2012–13                | Feyenoord              | Eredivisie             | 30        | 1         | 0        | 0        | 4          | 0          | 34       | 1        |
| Összesen               | Hollandia              | Hollandia              | 74        | 3         | 0        | 0        | 4          | 0          | 78       | 3        |
| Karrierje összesen     | Karrierje összesen     | Karrierje összesen     | 74        | 3         | 0        | 0        | 4          | 0          | 78       | 3        |

### Válogatott góljai
| #  | Időpont              | Helyszín                        | Ellenfél     | Gól | Eredmény | Kiírás                                     |
| -- | -------------------- | ------------------------------- | ------------ | --- | -------- | ------------------------------------------ |
| 1. | 2012. szeptember 11. | Puskás Ferenc Stadion, Budapest | Magyarország | 1–2 | 1–4      | 2014-es labdarúgó-világbajnokság-selejtező |
| 2. | 2012. október 16.    | Nemzeti Stadion, Bukarest       | Románia      | 0–2 | 1–4      | 2014-es labdarúgó-világbajnokság-selejtező |